# Géoparc
Pour les articles homonymes, voir Géoparc (homonymie).

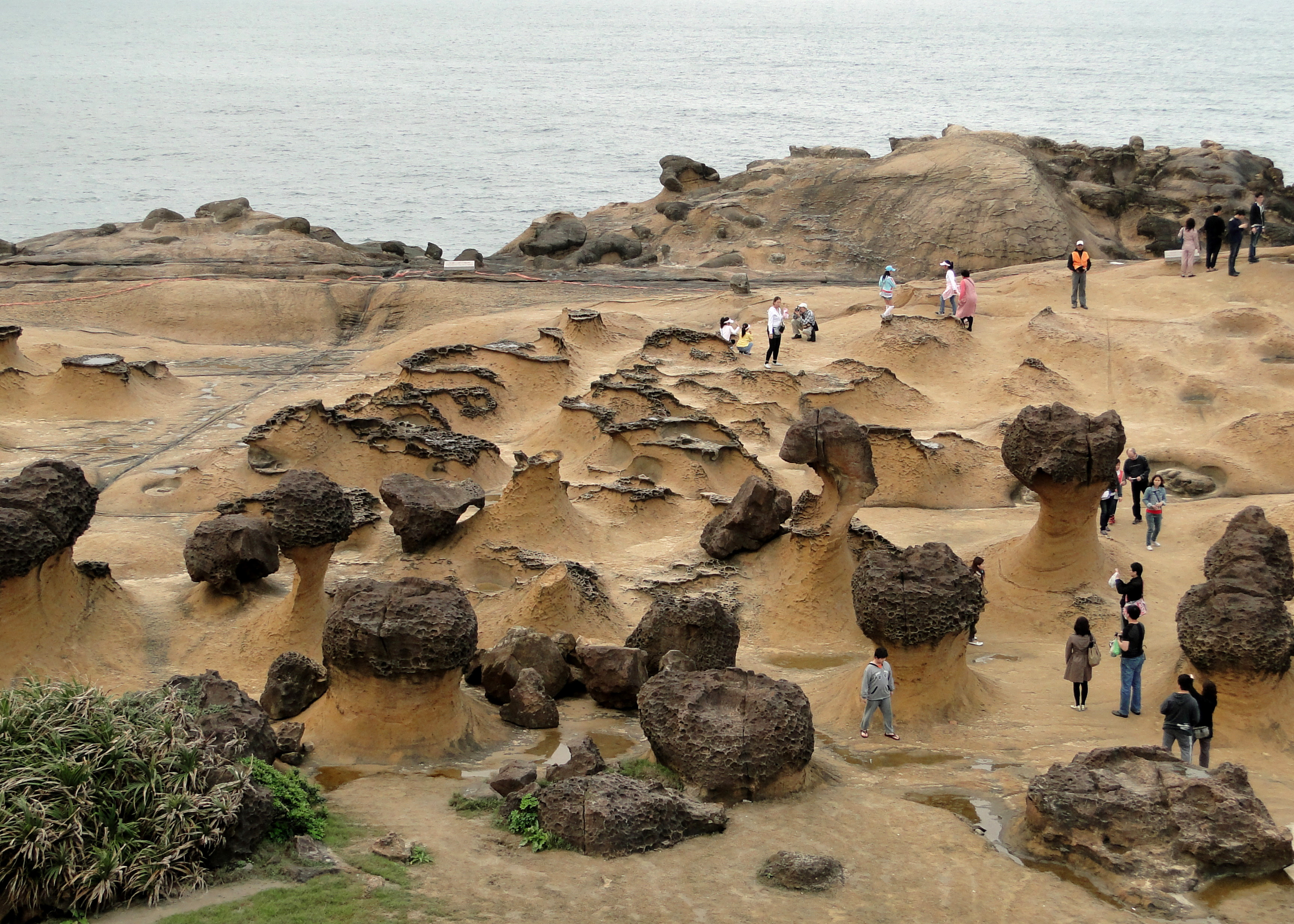
Géoparc de Yeliou à Taiwan.

Un géoparc est une aire protégée possédant des attraits géologiques correspondant généralement à des géosites. Des actions de protection et de valorisation de sites d'intérêt géologiques y sont développées en lien avec les patrimoines naturels et culturels du territoire. Le Réseau européen des Géoparcs et le Réseau mondial des Géoparcs sont soutenus par l’UNESCO. 

## Définition

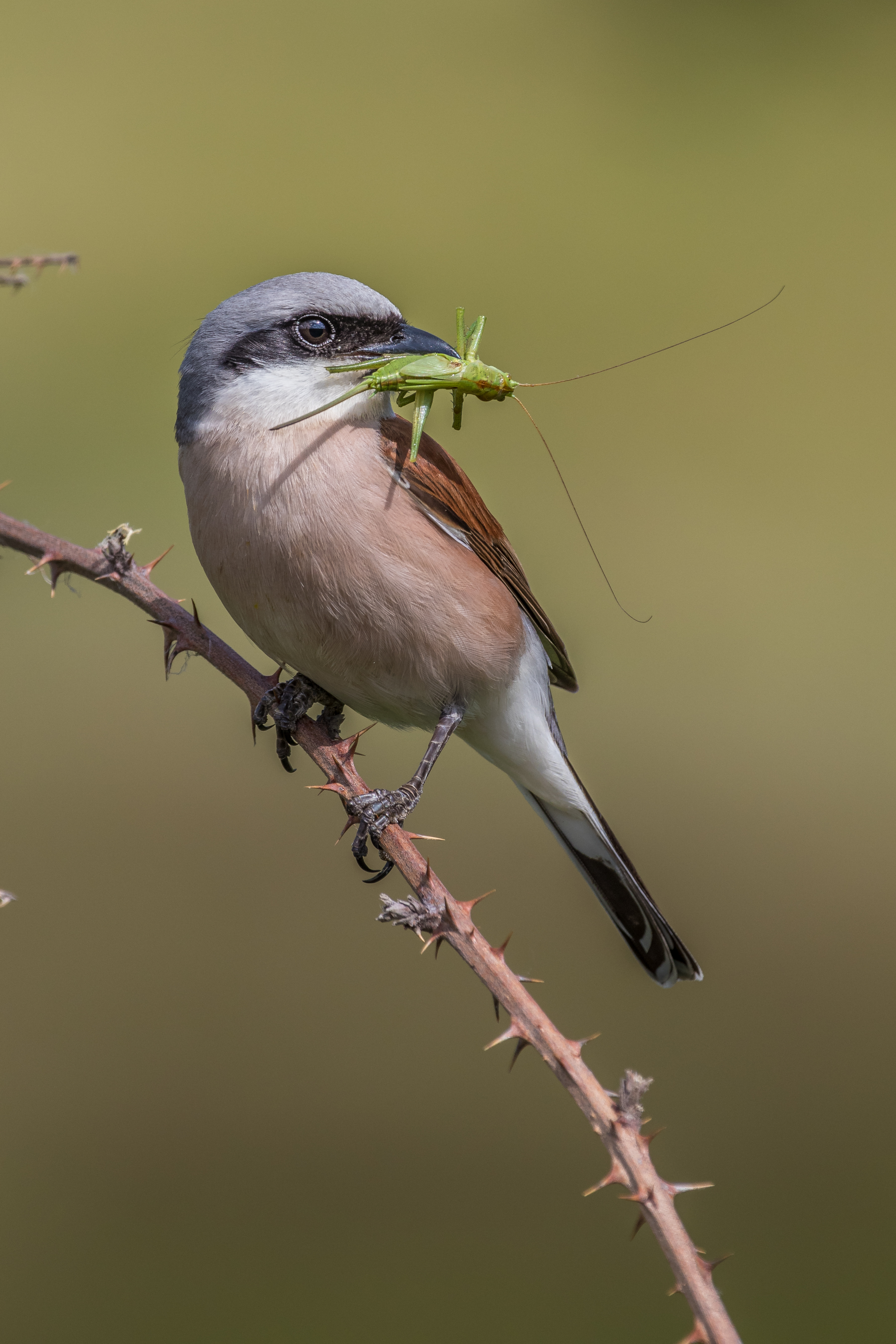
Une pie-grièche écorcheur a attrapé une tettigonia viridissima dans le géoparc Parc naturel de Bergstraße-Odenwald. Juin 2017.

Selon la charte du réseau Géoparc, il s'agit d'un « territoire aux limites bien définies qui a une superficie assez étendue pour contribuer au développement économique local. Il comprend un certain nombre d’héritages géologiques (à différentes échelles) ou une mosaïque d’entités géologiques d’importance scientifique particulière, pour leur rareté ou leur beauté représentative d’un lieu et de son histoire géologique. Il ne doit pas seulement avoir une signification géologique mais aussi écologique, archéologique, historique ou culturelle. L’importance géologique devra être reconnue par les autorités scientifiques du territoire compétentes en la matière. ».
« Les géoparcs mondiaux UNESCO sont des espaces géographiques unifiés, où les sites et paysages de portée géologique internationale sont gérés selon un concept global de protection, d’éducation et de développement durable. Leur approche « partant de la base » et associant la conservation et le développement durable tout en impliquant les communautés locales devient de plus en plus populaire ».
Un géoparc doit donc comporter un certain nombre de sites géologiques d'une importance particulière en fonction de leur qualité scientifique, de leur rareté, de leur esthétique ou de leur valeur éducative. Leur intérêt peut également être archéologique, écologique, historique ou culturel.
Chacun des géoparcs raconte une partie des 4 600 millions d’années de l’histoire de la Terre, ainsi que les événements géologiques qui l’ont façonnée et qui ont conditionné l’évolution de l’humanité. Ils témoignent des changements climatiques passés, tout en fournissant des données sur les défis actuels, permettant ainsi de mieux se préparer aux risques naturels. 
L’action des géoparcs se décline en 4 volets :  
- L’identification, la protection et la préservation des géopatrimoines
- L’éducation, la formation et la sensibilisation des populations
- Le développement économique et touristique
- La coopération avec les autres Geoparcs

Il existe plus d’une centaine de géoparcs à travers le monde. La liste complète des géoparcs est disponible sur le site de l'Unesco.

## Réseaux et label

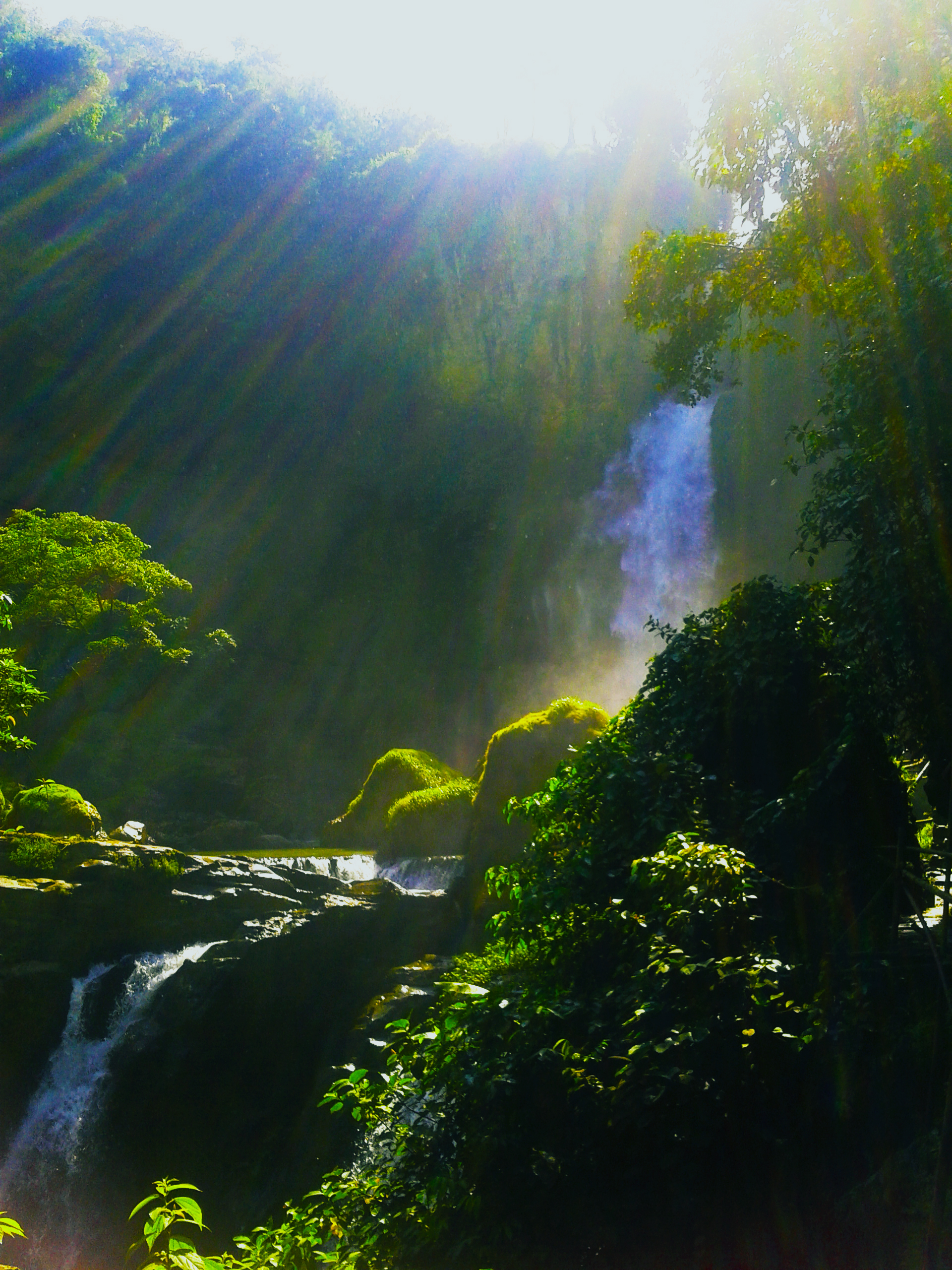
Dans le Géoparc de Ciletuh-Palabuhanratu (province de Java occidental en Indonésie), intégré au réseau mondial des Géoparcs en avril 2018.

En 1991, le premier colloque international sur le patrimoine géologique et le géotourisme est organisé à Digne-les-Bains par l'European Working Group on Earth Science Conservation (EWGESC fondé aux Pays-Bas en 1998). Il se tient dans la Réserve naturelle géologique de Haute-Provence. À la suite de ce colloque est publiée la « Déclaration internationale des droits de la mémoire de la Terre » (actes du symposium en 1991) et quatre espaces naturels protégés européens – la Réserve géologique de Haute-Provence, la Forêt pétrifiée de l’île de Lesbos en Grèce, le Parc naturel régional de Vulkaneifel en Allemagne et le Parc de Maestrazgo-Teruel en Espagne – décident d’établir une coopération transnationale sur le géotourisme. 
Le Réseau européen des Géoparcs est créé en juin 2000 par les quatre territoires fondateurs. En septembre 2013, il comprenait cinquante-huit géoparcs dans vingt-et-un pays européens, dont quatre en France.
Les 17 géoparcs européens et 8 géoparcs chinois fusionnent en 2004 avec la formation du Global Geopark Network (GGN, Réseau mondial des géoparcs).
En octobre 2013, 100 géoparcs mondiaux sont recensés.
Le 17 novembre 2015, 195 États-membres de l'UNESCO ratifient la création d'un label, les géoparcs mondiaux UNESCO. Le Réseau mondial des géoparcs intègre ce label et accède ainsi à la plus haute reconnaissance internationale.

## Utilité du label
La labellisation permet de mettre en valeur le patrimoine du géoparc à travers la mise en œuvre de projets de valorisation, comme la création de sentier d'interprétation pour les visiteurs.